# 비비디 바비디 부
비비디 바비디 부(Bibbidi-Bobbidi-Boo)는 1948년에 알 호프만과 맥 데이비드, 그리고 제리 리빙스톤이 작사한 코믹송이다. 이 노래는 1950년에 개봉된 디즈니 만화 신데렐라에 차용되었다.
1949년 11월 7일에 페리 코모와 폰테인 시스터즈의 목소리로 녹음이 되었으며 RCA 빅터 레코드에서 출시하여 그 당시 많은 인기를 누렸다. 이 음반은 빌보드 차트 14위에 올랐다. 또한 HMV에 의해 영국에서도 출시 되었다.
또한 이 노래는 조 스태포드와 고든 맥래의 목소리로 다시 녹음되었으며, 이들이 부른 노래가 수록된 음반(카탈로그 번호 782)은 캐피털 레코드가 출시하였다. 이 음반은 1949년 12월 16일에 처음으로 빌보드 차트에 진입했으며, 7주 동안 타차트에 올라 있었다.
이 노래는 캐쉬 박스에서 집계한 최고 판매량에서 7위로 기록되었다.

## 가사
이 노래 가사는 제목과 마찬가지로 거의 아무 뜻도 없다.
| “ | Salagadoola mechicka boola bibbidi-bobbidi-boo Put 'em together and what have you got bibbidi-bobbidi-boo Salagadoola mechicka boola bibbidi-bobbidi-boo It'll do magic believe it or not bibbidi-bobbidi-boo Salagadoola means mechicka boolaroo But the thingmabob that does the job is bibbidi-bobbidi-boo Salagadoola mechicka boola bibbidi-bobbidi-boo Put 'em together and what have you got bibbidi-bobbidi bibbidi-bobbidi bibbidi-bobbidi-boo | ” |

그러나 1948년에 녹음했을 당시에는 영어가사가 부분적으로 추가되었는데, 이는 신데렐라가 개봉했을 때 반영이 되지 않았다. 또한 노래의 빠르기는 녹음된 판마다 다양했다.

## 패러디
일본의 만화가 도리야마 아키라는 자신이 디즈니 만화의 팬이라고 공식적으로 발언하였다. 실제로 그의 작품인 드래곤볼 시리즈에는 세 명의 캐릭터가 등장을 하는데, 나쁜 마법사인 "비비디(Bibidi)"와 그의 아들 "바비디(Babidi)", 그리고 강한 악마인 "부(Buu)"를 보면 알 수 있듯이 이들의 이름은 이 노래 제목에서 파생이 되었다.
이 노래는 또한 만화 핑키, 엘미라 그리고 브레인(Pinky, Elmyra & the Brain)의 삽화 중 하나였던 "Narfly Ever After"에서 패러디 되었다.
대한민국의 이동통신업체인 SK텔레콤은 2009년 2월부터 이 노래의 판권을 구입하여 "비비디 바비디 부 캠페인"을 전개시켰다.

## 같이 보기
- 비어휘음
- Supercalifragilisticexpialidocious